# Kinil
Kinil es una localidad del municipio de Tekax, estado de Yucatán, en México. 

## Toponimia
El nombre (Kinil) proviene del idioma maya,y significa asoleado

## Hechos históricos
- En 1921 pasa del municipio de Teabo al de Tixméhuac.
- En 1940 pasa al municipio de Tekax.

## Demografía
Según el censo de 2005 realizado por el INEGI, la población de la localidad era de 1068 habitantes, de los cuales 534 eran hombres y 534 eran mujeres.
| 279                         | 310 | 426 | 320 | 470 | 476 | 514 | 567 | 640 | 824 | 871 | 938 | 1068 |
| (Fuente: INEGI [Consultar]) |     |     |     |     |     |     |     |     |     |     |     |      |